# العمليات الاستخباراتية للولايات المتحدة الأمريكية في الخارج
تُعتبر الولايات المتحدة الأمريكية، على نطاق واسع، الدولة التي تملك أوسع شبكة استخبارات وأكثرها تطورًا في العالم، بوجود منظمات فرعية بارزة، من ضمنها وكالة الاستخبارات المركزية ووكالة الأمن القومي وغيرها. أجرت الولايات المتحدة العديد من عمليات التجسس على الدول الأجنبية، بما في ذلك الحلفاء والأعداء. ويشمل ذلك التجسس الصناعي والتجسس الإلكتروني. ومن خلال مزيج من عمليات القرصنة وقرارات المحاكم السرية الموجهة ضد شركات التكنولوجيا الأمريكية، استخدمت الولايات المتحدة أيضًا مراقبة جماعية على الأفراد العاديين من المواطنين الأمريكيين والأجانب على حد سواء.
ولّدت العديد من هذه العمليات انتقادات عامة لكونها غير أخلاقية؛ ومن الأمثلة عليها الإطاحة بالحكومات الأجنبية، والتجارب على البشر بالإكراه، والتسليم الاستثنائي، والتعذيب، والقتل المستهدف، والاغتيالات، وتمويل وتدريب المتشددين الذين يخرجون ليقتلوا المدنيين وغير المقاتلين.

## عمليات كشف «إدوارد سنودن» للمراقبة الجماعية العالمية
سُرّبت ذاكرة تخزين تحوي مجموعة من الوثائق بالغة السرية في عام 2013 من قبل المقاول السابق لوكالة الأمن القومي «إدوارد سنودن»، الذي حصل عليها أثناء عمله لدى «بوز ألن هاملتون»، أحد أكبر المقاولين لوزارة الدفاع والاستخبارات في الولايات المتحدة. كشفت هذه الوثائق تفاصيل عمليات المراقبة الجماعية التي كانت تقوم بها وكالة الأمن القومي الأمريكية وشركاؤها الدوليون على كل من المواطنين الأجانب والمواطنين الأمريكيين. بالإضافة إلى هذا الكنز من مجموعة الوثائق الفيدرالية الأمريكية، يقال إن ذاكرة التخزين الخاصة بـ«سنودن» تحتوي على الآلاف من ملفات الاستخبارات الأسترالية والبريطانية والكندية التي وصل إليها عبر شبكة «فايف آيز» الحصرية. في يونيو عام 2013، نُشرت أولى وثائق «سنودن» بشكل متزامن عبر صحف الواشنطن بوست والجارديان، ما جذب انتباه العامة بشكل كبير. استمر الكشف خلال عام 2013 بأكمله، ولاحقًا، تمكنت وسائل الإعلام الأخرى في جميع أنحاء العالم من الحصول على جزء كبير من محتويات ذاكرة التخزين المقدرة بـ1.7 مليون وثيقة ونشرها، وكانت أبرز تلك الوسائل الإعلامية هي صحيفة نيويورك تايمز، وهيئة الإذاعة الكندية، وهيئة الإذاعة الأسترالية، دير شبيغل (ألمانيا)، أو غلوبو (البرازيل)، لو موند (فرنسا)، ليسبريسو (إيطاليا)، إن آر سي هاندلسبلاد (هولندا)، داجبلاديت (النرويج)، إل بايس (إسبانيا)، وتلفزيون سفيريج (السويد).
ألقت هذه التقارير الإعلامية الضوء على الآثار المترتبة على العديد من المعاهدات السرية الموقعة من قبل أعضاء مجتمع (اتفاقية الولايات المتحدة الأمريكية والمملكة المتحدة) في جهودهم الرامية إلى تطبيق المراقبة العالمية. على سبيل المثال، كشفت دير شبيغيل كيف تنقل دائرة الاستخبارات الاتحادية الألمانية «كميات هائلة من البيانات المُعترَضة إلى وكالة الأمن القومي»، بينما كشف تلفزيون سفيريج السويدي عن تزويد مؤسسة إذاعة الدفاع الوطنية السويدية وكالة الأمن القومي ببيانات من مجموعة البرقيات الدبلوماسية الخاصة بها، وذلك بموجب معاهدة سرية وُقعت في عام 1954 للتعاون الثنائي في المراقبة.
تشمل وكالات الأمن والاستخبارات الأخرى المشاركة في ممارسة المراقبة العالمية تلك الموجودة في أستراليا (مديرية الإشارات الأسترالية)، وبريطانيا (مكاتب الاتصالات الحكومية البريطانية)، وكندا (مؤسسة أمن الاتصالات)، والدنمارك (جهاز الأمن والمخابرات الدنماركي)، وفرنسا (المديرية العامة للأمن الخارجي)، وألمانيا (دائرة الاستخبارات الاتحادية الألمانية)، وإيطاليا (وكالة المعلومات والأمن الخارجي)، وهولندا (جهاز الأمن والمخابرات العام)، والنرويج (جهاز المخابرات النرويجي)، وإسبانيا (مركز الاستخبارات الوطني)، وسويسرا (وكالات الاستخبارات السويسرية)، بالإضافة إلى إسرائيل (الوحدة 8200). كانت تتلقى هذه الوكالات بيانات خام وغير مصفاة عن مواطنين أمريكيين عن طريق وكالة الأمن القومي.
شكّل هذا الكشف حافزًا لإنشاء حركات اجتماعية ضد المراقبة الجماعية، مثل حركة «أعيدوا التعديل الرابع»، وإجراءات مثل «توقفوا عن مراقبتنا»، ومظاهرة «اليوم الذي نقاوم فيه». على الجبهة القانونية، انضمت مؤسسة الحدود الإلكترونية إلى تحالف من مجموعات عدة لرفع دعوى ضد وكالة الأمن القومي. وقد حثت العديد من منظمات حقوق الإنسان إدارة أوباما على عدم مقاضاة «سنودن مُطلق صافرة الإنذار» بل حمايته، ومنها: منظمة العفو الدولية، وهيومن رايتس ووتش، ومنظمة الشفافية الدولية، ومؤشر الرقابة، وغيرها.

## التجسس الإلكتروني
أكدت مستندات كشف «سنودن» إجراء الولايات المتحدة الأمريكية بالتعاون مع إسرائيل عملية «الألعاب الأولمبية»، وهي حملة خفية وغير معترف بها -إلى الآن- من التخريب عن طريق تعطيل شبكات الإنترنت، وموجهة إلى المنشآت النووية الإيرانية. وتفيد التقارير بأنها واحدة من أولى الاستخدامات المعروفة للأسلحة الإلكترونية الهجومية. بدأت تحت إدارة «جورج دبليو بوش» في عام 2006، وتسارعت عملية «الألعاب الأولمبية» في عهد الرئيس «أوباما»، الذي استجاب لنصيحة «بوش» في مواصلة الهجمات الإلكترونية على المنشآت النووية الإيرانية في مدينة نطنز. من بين أشياء أخرى، ابتكر مرتكبو العملية الدودة الحاسوبية «ستاكسنت»، التي انتشرت خارج المنشآت النووية الإيرانية إلى الإنترنت، مسببةً أضرارًا جانبية في دول أخرى مثل الهند وإندونيسيا.

## التجسس الصناعي
في عام 1994، رافق عملاء وكالة الاستخبارات المركزية المسؤولين التجاريين في الولايات المتحدة إلى مواقع دولية مختلفة مثل لندن وجنيف للتجسس على المديرين التنفيذيين لتجارة السيارات اليابانية والمسؤولين الحكوميين خلال مفاوضات اليابان والولايات المتحدة بشأن تجارة السيارات.

كتب مقال في صحيفة نيويورك تايمز:
التجسس على الحلفاء بغرض التفوق الاقتصادي هو مهمة جوهرية جديدة لوكالة الاستخبارات المركزية خاصة الآن بعد أن أصبحت السياسة الخارجية الأمريكية تركز على المصالح التجارية في الخارج. جعل الرئيس «كلينتون» الاستخبارات الاقتصادية ذات أولوية عالية تحت إدارته، وتحديدًا المعلومات الهادفة للحماية والدفاع عن القدرة التنافسية الأمريكية والتكنولوجيا والأمن المالي الأمريكي في عالم يمكن أن تنتشر فيه أزمة اقتصادية عبر الأسواق العالمية في غضون دقائق.

## عمليات القتل والاغتيالات المستهدِفة
في أبريل عام 2010، وضع الرئيس الأمريكي «باراك أوباما» «أنور العولقي» على قائمة الأشخاص الذين من المسموح لوكالة الاستخبارات المركزية الأمريكية أن تقتلهم بسبب الأنشطة الإرهابية. كان «القتل المستهدف» لمواطن أمريكي أمرًا غير مسبوق. اعترض والد «العولقي» وجماعات حقوق مدنية على الأمر في المحكمة. وكان يُعتقد أن «العولقي» مختبئ في جنوب شرق اليمن في السنوات الأخيرة من حياته. أوفدت الولايات المتحدة طائرة بدون طيار إلى اليمن للبحث عنه وقتله، وقد أطلقت النار عليه وفشلت في قتله مرة واحدة على الأقل، قبل النجاح في ذلك في اليمن في 30 سبتمبر 2011. بعد أسبوعين، قُتل «عبد الرحمن العولقي» ابن «العولقي» البالغ من العمر 16 عامًا، وهو مواطن أمريكي وُلد في ولاية دنفر، في هجوم بطائرة بدون طيار بقيادة وكالة الاستخبارات المركزية في اليمن.
أصدر «ناصر العولقي»، والد «أنور»، تسجيلًا صوتيًا يدين فيه عمليتَي قتل كل من ابنه وحفيده باعتبارهما جريمتين لا معنى لهما. في يونيو عام 2014، أصدرت وزارة العدل الأمريكية مذكرة كانت سرية سابقًا، تبرّر فيها موت «العولقي» بكونه عملًا حربيًا قانونيًا.

## نشاط الاستخبارات حسب الموقع

### أوروبا

#### فرنسا
في عام 1993، أطلق مركز وكالة الاستخبارات المركزية في باريس عملية تجسس اقتصادي بغرض التفوق في المفاوضات المتعلقة بالاتفاقية العامة للتعريفات الجمركية والتجارة لعام 1994. حاولوا استخدام ناشطة تعمل تحت غطاء مديرة علاقات عامة في مؤسسة «أنقذوا الغابات المطرية» كفخ للإيقاع بـ«هنري بلانيول»، وهو مساعد رئيس الوزراء الفرنسي «إدوارد بالادور». ولكن، كان «بلانيول» قد حُذّر مسبقًا من قبل ضباط مكافحة التجسس الفرنسية الذين كانوا قد كشفوا المؤامرة وطلبوا منه أن يدّعي أن كل شيء عادي. على مدار عامين، استخدم الفرنسيون «بلانيول» لقلب الأمور ضد مصلحة وكالة الاستخبارات المركزية، وكشفوا عدة عملاء تابعين لها، وفي نهاية المطاف، طردوا بشكل علني رئيس مركز الوكالة في باريس ومعه عملاء رئيسيين آخرين من البلاد.

#### ألمانيا
جنّدت وكالة الاستخبارات المركزية أكثر من عشرة جواسيس يعملون في العديد من الصناعات الألمانية، ومنهم عميل مزدوج في الاستخبارات الألمانية أيضًا. كُشف عن هؤلاء الجواسيس في غارات على وزارة الدفاع التي شنّتها السلطات الألمانية في عام 2014. وقد طلبت «أنجيلا ميركل»، التي كان هاتفها الشخصي مراقبًا من قبل وكالة الأمن القومي، طرد رئيس مركز وكالة الاستخبارات المركزية في برلين.